# ライオン丸G
『ライオン丸G』（ライオンまるジー）は、2006年10月1日から同年12月24日までテレビ東京系列局で放送されていた特撮テレビドラマ。全13話。

## 概要
本作品は、1972年に放送された特撮テレビドラマ『快傑ライオン丸』（以下、旧作）のリメイクである。
原案にうしおの名前を冠しているほか、オープニングはテーマを旧作のものをリメイクして映像に同作品の本編を取り入れ、主要登場人物の名前も旧作から採られている。しかし、ストーリーは戦国時代を舞台とした時代劇であった旧作に対し、本作品は西暦2011年のネオ歌舞伎町が舞台の現代（近未来）劇であり、キャラクターの設定自体は新たに起こされている。
放送時間が深夜帯ということもあり、主人公の職業がホスト、ヒロインがキャバクラ嬢、下ネタを用いるなど、従来の特撮作品に比べてより大人向けの設定になっている。
主人公がホストならではの親切心として、アバンタイトルで初めて番組を観る視聴者に向けて前回までのあらすじを1分以上にもわたって主人公のナレーションで説明していたが、EP-10で視聴層の固定と視聴率を理由に突然「もう説明しない」と宣言し、オープニングを本人が熱唱したうえ、次の回からはあらすじが無くなった。
本作品の監督を務めた大根仁は本作品と同年に放送されたテレビドラマ『アキハバラ@DEEP』の監督も務めたことから、その縁で同作品の出演者が本作品にもその演じた役のままや、そのキャラクターを彷彿させる演出で登場している。
アクション監督の小原剛は、本作品のアクションでは1990年代の香港映画を参考にしている。
特撮ディレクターの原口智生は、本作品と同年に放送された特撮テレビドラマ『ウルトラマンメビウス』第1話・第2話の撮影後で手が空いている時期であったため、キングレコードの大月俊倫からの依頼を受けて本作品に参加した。衣裳デザインは、原口が『跋扈妖怪伝 牙吉』から懇意にしているJAP工房が手がけた。
2012年3月28日には、DVD-BOXとBD-BOXが発売された。

## ストーリー
2011年、秋。新宿のネオ歌舞伎町では、特殊な能力を引き出すことができるドクロマークのコンタクトレンズ・スカルアイを着けた「カブキモノ」たちが横暴を振るっていた。カブキモノのグループの1つ「スワンキーズ」が次々とホストを襲撃する事件を起こす中、売れないダメホストの獅子丸は借金の3か月分を帳消しにしてもらう代わりにスワンキーズをおびき出すための囮役にされる。スワンキーズの根城に乗り込みピンチに陥る獅子丸だったが、そこへ謎の老人が現れ、獅子丸に赤い小太刀を与える。怯えながらも老人の言う通りの呪文を唱えて小太刀を抜くと、太刀は光り輝き、獅子丸の体は獅子の仮面を被った異形の姿に変身した。

## 登場人物

### 主要人物
獅子丸（ししまる） / ライオン丸
ネオ歌舞伎町のホストクラブ「Drëamin'」のホスト。獅子丸は源氏名。金髪に白いスーツ姿がトレードマーク。普段はカプセルホテルに住み着いている。性格は臆病でいい加減で女好き、しかも借金まみれでインキン持ちと、悪人ではないが良いところが全く無い困った男。「Drëamin'」でも売り上げ万年最下位のダメホストで、店長の蘭丸をはじめとした他のホストに嫌われているどころか、雑誌にも「死ねばいいのに　ダメホストナンバー1」と酷評されている。
「キンサチの太刀」の力で白獅子の戦士・ライオン丸に変身するが本人は戦う意欲に乏しい。当初はカブキモノに遭遇しても逃げ回り、ライオン丸に変身することを恐れてキンサチを捨てたこともあったが、トッポギが行っている人身売買に沙織が関わったことで奮起し、初めて自分からキンサチを抜いてトッポギを倒した。その直後に錠之介と戦うも敗北、以降は「強くなりたい」と思うようになり、変身を躊躇ったせいで亜仁丸が重傷を負ったことで錠之介に叱咤されたことも影響し、戦士として成長を遂げていく。最終的には数人のカブキモノを素手で倒す、シャドーたちと変身しなくても渡り合うまでに成長した。
愛車のトライクに「ヒカリマル」という名前をつけている。『快傑ライオン丸』の主人公・獅子丸の子孫、または彼の生まれ変わりを示唆する描写があるが明確ではない。
豪山との戦いの後、キンサチとギンサチを手にいずこへともなく去っていった。
- ライオン丸のたてがみは、特撮ディレクターの原口智生が監督した映画『さくや妖怪伝』で化け猫の造形用に購入したナショナルファイバーテクノロジー社のボアの余りを使用した。

虎 錠之介（とら じょうのすけ） / タイガージョー
全身黒尽くめのいでたちをした、フリーランスの用心棒。極めてクールな性格で口数も少なく、不良に絡まれて土下座していた男に「お前はもっと最低だ」と言い放って殴りつけるなど、弱者を極端に嫌う。それゆえに、当初は典型的なヘタレキャラだった獅子丸を見下していたが、徐々に心を開いていき、深いキズナで結ばれていく。最終決戦の前には「ソープに連れていってもらう代わりに獅子丸を強くする」と約束を交わし、一週間で獅子丸をシャドーと渡り合うまでに成長させた。
「ギンサチの太刀」で黒虎の戦士・タイガージョーに変身する。「接吻をしたのだから責任を取らなければならない」と宣言するほど古風な性格のようで、女性経験が無い。獅子丸はユリとの関係を邪推していたが、本人は相棒以上の関係ではなかった模様。
幼少のころに家族を惨殺されて孤児になり、施設から逃げ出して繁華街で暴れていたところを豪山に拾われたため、彼に生涯の忠誠を誓っていた。しかし、本当は豪山こそが彼の家族を殺した張本人だったことを果心居士に教えられ、憎しみを露にして彼に復讐を誓う。獅子丸とともに豪山に立ち向かい、豪山と刺し違えてダイナマイトで爆死する。
サオリ（沙織）
胸が自慢のキャバクラ嬢。「サオリ」は源氏名。獅子丸同様借金があり、獅子丸と共にスワンキーズをおびき出すための囮にされる。錠之介に助けられ彼に好意を抱くが、まったく相手にされていない。「女の武器」を自然に使うことに掛けては天才的な本能を持っている。肉親はおらず、妹の香織（コスK）とふたりで暮らしている。トッポギの部下からは「『工業哀歌バレーボーイズ』に出てくるエロイ女の実写版みたいな女」と言われる。大のカレー好き。
最終話で、戦いで亡くなった人々を追悼するために尼僧となった。この最後のシーンでお腹をさする場面があり、戦いへ赴く直前の錠之介と関係のあったことを匂わせるセリフを発する。実際に獅子丸と香織が不在の間に無理やり錠之介を誘って行為に及んだらしく、錠之介が童貞であったことを見抜いている。
コスK（香織）
サオリの妹。定時制高校に通う女子高生で、「コスK」のペンネームで「ネオ歌舞伎町マガジン」という雑誌でライターのアルバイトをしている。制服マニアで、毎回違う制服を着ている。姉の誕生日を祝うため、「Drëamin'」を脅迫して借り切るなど強引な面も。ペンネームの設定は『快傑ライオン丸』に登場する少年「小助」に由来する。
数年後、ノンフィクションライターとなり、今までの獅子丸たちの壮絶な戦いを記した著作『ライオン丸G』を出版した。
果心居士（かしんこじ）
ネオ歌舞伎町でゴミ箱を漁っているホームレスだが、なぜか戦国時代の忍者の名前で呼ばれていたりする謎めいた老人。獅子丸に「キンサチの太刀」を与えた。
本人自体の戦闘力も極めて高く、シシトラの攻撃を一発も受けずに躱し切るなど只者ではない。キンサチとギンサチを取り戻し沙織と香織に託した後、豪山に立ち向かうが敗れて死亡する。最後は獅子丸たちに看取られて息を引き取った。
ジュニア
獅子丸が借金をしている組織「豪山興業」の若頭。本名不明。コスプレが趣味で、変身願望があるらしく、部下に会う際には毎回違ったコスプレをするほどのマニア。予告ナレーションによると、コスチュームは全て本人による手作り（しかも作業中はなぜか全裸）らしい。
第11話にて部下の2人を殺害し、サオリと結婚すると父に伝えに来るが、知らん顔の父への憎しみにより暴走し、豪山に用済みと考えられて殺された。コスプレをしていたのは、「選ばれし者」でないために変身ができない悔しさを紛らわすため、そして、父に自分が必要な存在であることを証明したかったがためであった。
- 毎回コスプレを変えるという趣向は、演じる遠藤憲一の提案による。

豪山（ごうさん）
豪山興業のトップ。スカルアイを作り、ネオ歌舞伎町に広めた張本人。額には第3の目があり、不思議な力を持っている。キンサチとギンサチの太刀の力についても知っている。「豪山」は『快傑ライオン丸』に登場する「大魔王ゴースン」の本来の名。
獅子丸・錠之介との戦いにおいてはその驚異的な力で2人を圧倒するも、錠之介と刺し違える。
マスター
サオリとコスKの出入りする「スナックZ」のマスター。「腐ったミカン」を見つめる癖がある。口数は少なく、めったにしゃべらない本名不明の謎の人物。ユリの過去について詳しく知っている。
元は探偵をやっていたらしく、全盛期ほどではないにせよ今でも戦闘力は高い。最終話で豪山が放ったシャドーに、獅子丸と錠之介を誘き出すための囮として殺害された。
ユリ
第8話より数話登場。横浜市、そしてネオ歌舞伎町で探偵事務所を営み、カブキモノ狩りを行う。かつては錠之介とコンビを組んで豪山のために活動していた。青い目から波動を発して敵を吹き飛ばし、手にしたナイフでトドメを刺すことを得意とする。
タイガージョーに変身した錠之介に倒された。最後は記憶喪失を装うことによって豪山興業に死んだものと思わせ、物語から身を引いた。
真影 / シシトラ
第10話より登場。ホストクラブ「Drëamin'」の新人ホストで、源氏名は影丸。その正体は、スカルアイに代わる新たなコンタクトレンズ「アカ×アオ」を装着し、獅子丸と錠之介を狙う豪山の刺客。キンサチとギンサチを同時に引き抜くことで、頭が黒いライオン丸、身体がタイガージョーの怪人「ライオンタイガー」に変身する。しかし、変身状態を持続することができなかったために死亡した。

### その他の人物
スワンキーズ
ネオ歌舞伎町で幅を利かせるカブキモノの一団。スカルアイを付け、ホスト狩りを行なっている。メンバー全員が顔にアメリカのハードロックバンド「KISS」のメンバーに似たメイクを施しているが、服装は野球のユニフォーム姿。手にした金属バットには日本刀が仕込まれている。
シャドー
豪山配下の黒装束の忍者集団。いわゆる戦闘員だがかなりの戦闘力を持ち、複数での連携攻撃を得意とする。
トッポギ
偽物のスカルアイを売りさばく組織の元締め。豪山興業と敵対し、豪山の用心棒・タイガージョーに対抗する戦力としてライオン丸である獅子丸を仲間に引き込む。ジュニアに左目を潰されたことから、ジュニアを恨んでいる。
人身売買をしようとしたところを豪山興業に取り押さえられ、逃亡してアジトに戻った後、激昂して初めて自ら剣を抜いた獅子丸に倒された。
亜仁丸（あにまる）
ホストクラブ「Drëamin'」のオーナー。野良犬同然だった獅子丸を拾って以来、親身になって助けてやっている。途中、シャドーに殺されかける。
最終話で豪山が放ったシャドーに、獅子丸と錠之介を誘き出すための餌として殺害された。
蘭丸（らんまる）
「Drëamin'」の店長。仕事が出来ない獅子丸に冷たく当たり、店に来るハルナとハルカにも冷淡に接している。本名は「おさむ」で、2006年まで「ひむらさん」とお笑いをやっていたが、ブレイク寸前にコンビを解散したらしい。
最終話で豪山が放ったシャドーに襲われ、最後の意地として必殺のダウンサービスを披露しようとしたところで死亡した。
ひむらさん
第12話でゲスト出演した蘭丸のお笑い時代の相方。ブレイク寸前にひむらさんが性転換して蘭丸に迫ってきたため、コンビは解散することとなった。「性転換している」と自称しているが、ただのオカマである。
サナダ
第8・9話に登場。ユリの右腕。ユリと同じく目が青く光るとエネルギー波のようなものを出す。ユリがタイガージョーと闘っている間にライオン丸と闘う。作品中、唯一ライオン丸と対等に闘った生身の人間。
京介（きょうすけ）
「Drëamin'」のホスト。最終話で豪山が放ったシャドーに、亜仁丸、蘭丸ら共々殺害された。
ハルナとハルカ
「Drëamin'」の客。2人とも獅子丸に完全に入れあげており、獅子丸目当てに「Drëamin'」に通っているがまともに支払いもしておらず、獅子丸の懐事情の助けには全くなっていない。ほとんど「Drëamin'」に住み込んでいる状態。実は料理上手であり、サオリの誕生日パーティーでその実力を遺憾なく発揮した。
最終話で獅子丸に会いに「Drëamin'」に行くが、豪山が放ったシャドーに、獅子丸と錠之介を誘き出すための餌として殺害された。
オザキ
コスKが通う定時制高校の教師。なぜか尾崎豊についての授業ばかり行なっている。
最終話でシャドーによって殺害された。
キラー・カーン
第10話でオザキがコスKを連れて行った「スナックカンちゃん」の店主で元プロレスラー。オザキはここで尾崎豊も食べていたという特製カレーをおごる。
道ですれ違ったホスト風の男性
第11話で獅子丸が道ですれ違った男性。『夜王』の聖也であることを暗に示しており、また、同じく北村が演じた『アキハバラ@DEEP』の中込の要素も混じっており、中込の得意技であるクルルの笑い声と共に去っていった。

## キンサチ・ギンサチ
ライオン丸とタイガージョーの変身道具。普段は鞘に収められた、つばの無い脇差であり、これを抜くことで獅子丸と錠之助はライオン丸とタイガージョーに変身する。鞘に収めると変身は解除される。選ばれた者以外は抜くことができず、質屋に売っても50円にしかならない。酔っ払った状態で変身すると通常よりもライオン丸の身長がやや小さくなる。変身後は太刀となるが、状況に応じて様々な武器に変形する。第11話では豪山の刺客シシトラがキンサチとギンサチを奪い、両方を使用してライオンタイガーに変身したが、選ばれし者にしか使えない力をスカルアイの強化版「アカ×アオ」の力により無理に引き出したため、力を制御できずに死亡した。使用者が多大なダメージを受けると変身は解除され、重傷のままで変身しようとしても太刀が変化することはなく使用者も変身できない。
漫画版ではキンサチには、斬られたアディクトを元の姿に戻す「幻滅の力」がある。また、ギンサチはキンサチを模倣したもので、複数本存在するようである。

### キンサチ・ギンサチの変形バリエーション
共通の変形バリエーション
太刀（第1話 - ）
キンサチ、ギンサチの基本形態。
二双剣（本編未使用）
柄の両側から長い刃が伸びた剣。
如意棒（本編未使用）
伸縮自在の棒。
キンサチのみの変形バリエーション
風鎌（第4、9話）
2本の鎌。柄の両側に刃が1本ずつ付いている。両手に持ち、竜巻のように回転しながら敵を切り裂く。投擲することも可能。
輪盾（第5話）
円形の盾。
錨鎖根（第5話）
鎖の鞭。柄の両側に鋭く尖った分銅の付いた鎖が1本ずつ付いている。
光輪槍（第7話）
槍。
日輪（第13話）
周囲がギザギザの刃になった輪。フラフープのように体に通して掴み、そのまま回転飛行しながら敵にぶつかって切り裂く。対豪山戦で使用し、空中戦を演じた。
ギンサチのみの変形バリエーション
鎖鎌弾（第5話）
鎖鎌。
黒炎双剣（第7話）
ギザギザの刃を持ったトンファー状の2本の短剣。両手に持って使う。
双盾（本編未使用）
2枚の盾。
月光槍（本編未使用）
槍。
月輪（本編未使用）
柄の両側から三日月状の刃が左右対称に伸びた剣。

## キャスト
- 獅子丸 / ライオン丸：波岡一喜
- 錠之介 / タイガージョー：大田恭臣
- サオリ：小林恵美
- コスK：小田あさ美
- 果心居士：大久保鷹
- ジュニア：遠藤憲一
- 豪山：石橋蓮司
- マスター：ひかる一平
- 亜仁丸：高山猛久
- 蘭丸：設楽統（バナナマン）
- 京介：大橋智和
- ハルカ：箕輪はるか（ハリセンボン）
- ハルナ：近藤春菜（ハリセンボン）
- オザキ：山岸拓生
- 聖夜：永田彬
- アキラ：青柳尊哉
- 江副：カゴシマジロー
- 村松：吹上タツヒロ

### ゲスト
- スワンキーズ ラルフ：服部整治（1,2）
- 新宿タイガー：新宿タイガー（1,9）[6]
- スワンキーズ：松上順也、遠山雄、宮林大輔、南辻史人、沖野晃司、川本耕史、遊木康剛、栗原宏美（1,2）
- レイジ - 釘島亮（1）
- ユカ - 大網亜矢乃（1）
- トッポギ：ペ・ジョンミョン（3-5）
- 時田：小林一英（6,7）
- ストリートギャング：吉江豊、ヒロ斉藤、後藤達俊(6)[6]
- ユリ：清水ゆみ（8,9）
- サナダ：渡辺慎一郎（8）
- 清水よし子（8）
- 真影：唐橋充（10-12）
- キラー・カーン：キラー・カーン（10）
- なべやかん（10）
- 道ですれ違ったホスト風の男性：北村一輝（友情出演 / 11）
- ひむらさん：日村勇紀（バナナマン）（友情出演 / 12）

### スーツアクター
- ライオン丸：新上博巳
- タイガージョー：松上順也

## スタッフ
- 原作：うしおそうじ（ピー・プロダクション）
- 企画：鷺巣富雄（＝うしおそうじ）、大月俊倫
- 音楽：TUCKER、HIFANA
- 演出：大根仁、西川誠也、神徳幸治
- 脚本：大根仁、川邊優子、中津留章仁、川崎ヒロユキ
- 脚本協力：中津留章仁、川崎ヒロユキ
- 企画協力：雨宮慶太（クラウド）、佐藤大
- 特撮ディレクター / ライオン丸・タイガージョーコンセプトデザイン：原口智生
- 造形・衣装デザイン：川上登・高野裕子
- 特殊造形：JAP工房
- アクション監督：小原剛
- アクション監督補：南辻史人、園村健介
- プロデューサー：浅野太（テレビ東京）、小川智弘、赤羽智比呂（オフィスクレッシェンド）
- 制作協力：オフィスクレッシェンド
- 製作：「G」製作委員会

## 主題歌
オープニングテーマ「風よ光よ」（1話 - 12話）
作詞：しのだとみお / 作曲：小林亜星 / 編曲：TUCKER / 歌：串田アキラ
『快傑ライオン丸』の主題歌のカヴァーで、原曲よりテンポを速めている。
第10話のみ獅子丸役の波岡一喜のボーカルを被せた特別バージョン。
第13話では挿入歌およびエンディングテーマとして使用された。
エンディングテーマ
「鳥」（1、2話）
作詞：atsuko / 作曲：atsuko、KATSU / 編曲：KATSU / 歌：angela
「人生遊戯」（3話 - 12話）
作詞：atsuko / 作曲：atsuko、KATSU / 編曲：KATSU / 歌：angela
2006年12月6日発売のangelaのミニアルバム「新宿狂詩曲」に収録。
「風よ光よ」（13話）

## サブタイトル
参照『宇宙船 YEAR BOOK 2007』
元ネタはナンバーガールの楽曲から来ている。
| 放送日   | 話数     | サブタイトル                                          | 脚本                | 監督     |
| -------- | -------- | ----------------------------------------------------- | ------------------- | -------- |
| 10月1日  | EP-1     | 2011 NEO歌舞伎町 ライオン丸TRANSFORMED状態!           | 大根仁              | 大根仁   |
| 10月8日  | EP-2     | タイガーJOE推参 UNDERCOVER SAMURAI状態!               | 大根仁              | 大根仁   |
| 10月15日 | EP-3     | 偽スカルアイ事件発生 TROUBLE ADDICT状態!              | 大根仁 川邊優子     | 大根仁   |
| 10月22日 | EP-4     | 闇忍者シャドー出現! 獅子丸URAGIRI状態!                | 大根仁 川邊優子     | 大根仁   |
| 10月29日 | EP-5     | ライオン丸VSタイガージョー決風! 鋭くなって状態!       | 大根仁 川邊優子     | 大根仁   |
| 11月5日  | EP-6     | サオリ発愛! 恋はDRUNKEN HEARTED状態!                  | 中津留章仁          | 西川誠也 |
| 11月12日 | EP-7     | 怒髪ライオン丸! JOE CRAMP DISCHARGER状態!             | 中津留章仁          | 西川誠也 |
| 11月19日 | EP-8     | 女豹登場! 横浜OMOIDE IN MY HEAD状態!                  | 川邊優子            | 神徳幸治 |
| 11月26日 | EP-9     | 選ばれし者たちの運命（サダメ）! DESTRUCTION BABY状態! | 川邊優子            | 神徳幸治 |
| 12月3日  | EP-10    | ラブアタックカレー! サオリPAIOTSU MATSURI状態!        | 大根仁 川邊優子     | 大根仁   |
| 12月10日 | EP-11    | 怪人光臨! その名もLION-TIGER獅子虎状態!               | 大根仁 川崎ヒロユキ | 大根仁   |
| 12月17日 | EP-12    | 決戦前夜! えぶりぼでぃ誰もがCRAZY状態!                | 大根仁 川崎ヒロユキ | 大根仁   |
| 12月24日 | EP-FINAL | 爆裂シティは風だらけ! I Love you, SAYONARA状態!       | 大根仁 川崎ヒロユキ | 大根仁   |

## 映像ソフト化
- 本編のDVDは2007年2月21日 - 同年7月21日発売、全5巻。
- DVD-BOXとBD-BOXが2012年3月28日発売。

## 漫画
『ヤングガンガン』にて2006年20号から2008年5号まで連載。全3巻。作画をゴツボ☆マサルが、シリーズ構成を佐藤大が担当しているほか、各エピソードごとに異なる脚本家が脚本を担当している。物語はコスKの視点から描かれている。『ライオン丸G』企画時に没になった「学園物」のアイデアがベースになっている。
獅子丸がホストではない、アニメネタがさらに増えるなど、キャラクター設定・ストーリーなどはかなりのアレンジが加えられている。
劇中で『快傑ライオン丸』および『風雲ライオン丸』が放送されていたと思われる描写もあるが詳細は不明。また劇中で登場する「カブキモン」と呼ばれる怪人として、『快傑ライオン丸』に登場した怪人たちや、スペクトルマンや鉄人タイガーセブンなどが登場している。

### 登場人物（漫画）
ここでは、漫画（漫画版オリジナル以外）での設定について記す
潮 獅子丸（うしお ししまる） / ライオン丸
テレビ版と同様にいいかげんでスケベな性格だが、どこか飄々としている。豪山興業に巨額の借金をしている。最終話では果心居士と共に変身し、「快傑ライオン丸」に変身した。戦いの後、錠之介と共に世界を放浪している。
虎 錠之介（とら じょうのすけ） / タイガージョー
用心棒ではなく豪山興業の常務と設定されている。テレビ版と異なり、左頬に傷があり単髪で白のスーツを着ている。最終話でブラックジャガーと闘い右眼を失う（これは「快傑ライオン丸」においてタイガージョーがライオン丸との決闘で右目を失う、というエピソードのオマージュ）。全てが終わった後、獅子丸と共に世界を放浪することになる。
サオリ（沙織）
テレビ版と同様にキャバクラ嬢で、コスプレ専門店「春木屋ダブルゼータ」に勤めている。源氏名は「紫苑」（「沙織」は本名）。キャバクラ仕込みの色仕掛けで先生を籠落し、香織と一緒に都立御苑中高等合同学校の用務員室に不法住居している。性格はテレビ版と異なり極度の天然で陽気。妹の香織を溺愛している。巨乳。
コスK（香織）
テレビ版と同様にサオリの妹。都立御苑中高等合同学校の生徒。少年っぽい容姿であり、眼鏡をかけており、髪もショートのクセ毛になっている。一人称が「ボク」。沙織の店でコスプレに関するアニメ講座を開くほどのオタク。テレビ版と同様にライターの卵で、最終話で『快傑ライオン丸G』を出版、ライターとしてデビューした。姉とは逆に貧乳。
果心居士
獅子丸が豪山興業の取立てから逃げた先のネパールで出会った老人。ハゲ頭にステテコ姿をしている。神出鬼没で幾度と無くキンサチの太刀を失くす獅子丸の前に現れ、キンサチを渡し去っていく。その正体はキンサチの主を見守る精霊のような存在ということが最終話で明らかとなった。
ジュニア
豪山興業の幹部。テレビ版よりも若く、性格も短気。大陸から秘薬「アカ×アオ」を持ち込んだ張本人。ライオン丸に両目を潰されて以来ライオン丸に執着するようになる。錠之介とは仲が悪い。終盤「アカ×アオ」の力でタイガージョージュニアに変身するが、ライオン丸とタイガージョーに倒される。
豪山
豪山興業の組長。以前は病床に伏せていたようで、現在は「アカ×アオ」を常に点滴されている。「ラムのラブソング」をノリノリで歌うなど、『うる星やつら』が大好きな様子。最終話では「アカ×アオ」の力で大魔王ゴースンとなる。
ズツキ
錠之介の付き人。スキンヘッドの巨漢で額に五つの傷がある。カブキモンではないが、怪力で強靭な肉体の持ち主。警察手帳を所持している。終盤でタイガージョージュニアに挑むも敗れ死亡する。
先生
香織達の担任の先生。元ヤンで、興奮するとリーゼントが逆立つ。沙織に惚れており、沙織の色仕掛けで二人を学校に内緒で不法住居させている。
イヌイ
コスKのクラスメイト。父親が廃刊寸前の雑誌『ナイトうぉ〜か〜』の編集長を務めており、雑誌の廃刊を救うべくライオン丸とカブキモンの騒ぎをスクープしようとコスKに話を持ちかける。自身も「アカ×アオ」重度のアディクト（中毒者）であり、変身して騒ぎを誘発しようとする。ライオン丸と闘い追い詰めるも、ブラックジャガーによって殺された。香織とはお互い惹かれあっていた。
モトコ
沙織の同僚。よくキャンディーをくわえている。
フェイ
沙織の同僚。終盤で「アカ×アオ」によって怪人化したが、ライオン丸によって元の姿に戻った。『カウボーイビバップ』の登場キャラクター「フェイ」のコスプレをしている。
イソノウ キリコ
御苑中高に健康診断にやって来た美人女医。その正体は大陸マフィアの女工作員で新歌舞伎町を乗っ取るために送り込まれてきた。錠之介とは過去に出会っており、想いを寄せていた。ギンサチの太刀を抜くことで「ブラックジャガー」に変身する。極度の貧乳だが、変身すると巨乳になる。最終話でタイガージョーの右眼を奪うも敗れる。名前は磯野貴理子からとられている。

### 単行本
1. 2007年4月25日発行、ISBN 978-4-7575-1972-5
2. 2007年11月25日発行、ISBN 978-4-7575-2147-6
3. 2008年4月25日発行、ISBN 978-4-7575-2244-2